# NGC 2992
NGC 2992 este o galaxie seyfert de tip 2⁠(d) situată în constelația Hidra. A fost descoperită în 8 februarie 1785 de către William Herschel. Se află la o distanță de 30,5 de megaparseci de Pământ.